# Anhalts voetbalkampioenschap 1924/25
In 1924/25 werd het elfde Anhalts voetbalkampioenschap gespeeld, dat georganiseerd werd door de Midden-Duitse voetbalbond. 
SV Cöthen 02 werd kampioen en plaatste zich voor de Midden-Duitse eindronde. De club verloor meteen van Cricket-Viktoria Magdeburg.

## Gauliga
| Plaats | Club                    | Wed. | W  | G | V  | Saldo | Ptn.  |
| ------ | ----------------------- | ---- | -- | - | -- | ----- | ----- |
| 1.     | SV Cöthen 02            | 18   | 13 | 3 | 2  | 45:20 | 29:7  |
| 2.     | SC Cöthen 09            | 18   | 12 | 2 | 4  | 49:20 | 26:10 |
| 3.     | SV 1907 Bernburg        | 18   | 11 | 2 | 5  | 31:21 | 24:12 |
| 4.     | SV Viktoria 1903 Zerbst | 18   | 9  | 2 | 7  | 41:32 | 20:16 |
| 5.     | SpVgg 1898 Dessau       | 18   | 8  | 3 | 7  | 37:34 | 19:17 |
| 6.     | FC Wacker 1910 Bernburg | 18   | 6  | 5 | 7  | 40:37 | 17:19 |
| 7.     | Cöthener FC Germania 03 | 18   | 6  | 2 | 10 | 28:42 | 14:22 |
| 8.     | Dessauer SV 05          | 18   | 6  | 1 | 11 | 24:39 | 13:23 |
| 9.     | SV Germania 1908 Roßlau | 18   | 6  | 0 | 12 | 32:51 | 12:24 |
| 10.    | 1. FC 1900 Zerbst       | 18   | 2  | 2 | 14 | 16:47 | 6:30  |

|  | Kampioen, geplaatst voor Midden-Duitse eindronde |